# التترس
التترس أن يحتمي العدو ويتترس بمن يحرم قتله من المسلمين وغيرهم، ليمنع عن نفسه سهام وصد المسلمين له. أجاز أهل العلم ذلك بشروط منها: أن يستحيل صد العدو عن عدوانه إلا من خلال وجهة المتترس بهم، أما إذا وجد السبيل لصد العدوان ورده من غير جهة المتترس بهم، لا يجوز رد العدوان من جهة المتترس بهم، وبالتالي تعريضهم لأي نوع من الأذى أو القتل. 
ومنها: أن يترتب على ترك العدو وعدوانه ـ مراعاة للمتترس بهم ـ ضرر أكبر من صد العدوان مع قتل المتترس بهم؛ كأن يترتب عليه غزو البلاد والعباد، وإزهاق الأنفس البريئة، واعتقال مزيد من المسلمين ونحو ذلك. أما إن تساوى الضرر أو كان قتل المتترس بهم أشد ضرراً وخسارة من ترك العدو وعدوانه فحينئذٍ لا يجوز الإقدام على قتل المتترس بهم؛ كأن يتترس بهم العدو من أجل نهب بعض الأموال ثم يعود قافلاً إلى مواقعه، ونحو ذلك. ومنها: أن يكون القصد صد العدوان ورده لا قتل المتترس بهم، فإن قُتل المتترس بهم بعد ذلك يكون قتلهم تبعاً لا قصداً. بهذه الشروط يجوز العمل بمسألة التترس وإلا فلا.

## حكم التترس
الوجه الأول: ما قرره أهل العلم من أن قتل المسلمين المتترس بهم لا يجوز إلا بشرط أن يخاف على المسلمين الآخرين الضرر بترك قتال الكفار، فإذا لم يحصل ضرر بترك قتال الكفار في حال التترس بقي حكم قتل المتترس بهم على الأصل وهو التحريم. فجوازه - إذاً - لأجل الضرورة وليس بإطلاق. وهذا الشرط لا بد منه، إذ الحكم كله إعمال لقاعدة دفع الضرر العام بارتكاب ضرر خاص. قال القرطبي: «قد يجوز قتل الترس وذلك إذا كانت المصلحة ضرورية كلية ولا يتأتى لعاقل أن يقول لا يقتل الترس في هذه الصورة بوجه، لأنه يلزم منه ذهاب الترس والإسلام المسلمين.».
أما لو قتل المسلمون المتترس بهم دون خوف ضرر على المسلمين ببقاء الكفار، فإننا أبطلنا القاعدة التي بني عليها الحكم بالجواز. فقتل المسلمين ضرر ارتكب لا لدفع ضرر عام بل لمجرد قتل كفار. قال ابن تيمية: «ولهذا اتفق الفقهاء على أنه متى لم يمكن دفع الضرر عن المسلمين إلا بما يفضي إلى قتل أولئك المتترس بهم جاز ذلك.».
الوجه الثاني: أن مسألة التترس خاصة بحال الحرب - حال المصافة والمواجهة العسكرية - وهؤلاء الكفار المستهدفون بالتفجير لسنا في حال حرب معهم، بحيث يكون من ساكنهم من المسلمين في مجمعاتهم في حكم المتترس بهم. بل هم معاهدون مسالمون.
الوجه الثالث: بين أهل العلم أن قتل المسلمين الذين تترس بهم الكفار لا يجوز، إلا إذا لم يتأت قتل الكفار وحدهم. والكفار المستهدفون في تلك التفجيرات يمكن قتلهم -على فرض أنه لا عهد لهم ولا ذمة وأن دماءهم مهدرة - دون أذية أحد من المسلمين، فضلاً عن قتله.
الوجه الرابع: اختلاف حال المتترس به عن حال الحراس ونحوهم؛ فالمتترس به عادة هو أسير لدى الكفار ينتظر الموت غالباً على أيديهم، لكنهم يتقون به رمي المسلمين، أما الحراس – فضلاً عن المارة والجيران – فهم آمنون في بلادهم.
الوجه الخامس: أن الله تعالى بين أن من مصالح الصلح في الحديبية أنه لو سلط المؤمنين على الكافرين في ذلك الحين لأدى إلى قتل أقوام من المؤمنين والمؤمنات ممن يكتم إيمانه، فلولا ذلك لسلط المؤمنين على أولئك الكافرين، قال تعالى: ﴿وَلَوْلَا رِجَالٌ مُؤْمِنُونَ وَنِسَاءٌ مُؤْمِنَاتٌ لَمْ تَعْلَمُوهُمْ أَنْ تَطَئُوهُمْ فَتُصِيبَكُمْ مِنْهُمْ مَعَرَّةٌ بِغَيْرِ عِلْمٍ لِيُدْخِلَ اللَّهُ فِي رَحْمَتِهِ مَنْ يَشَاءُ لَوْ تَزَيَّلُوا لَعَذَّبْنَا الَّذِينَ كَفَرُوا مِنْهُمْ عَذَابًا أَلِيمًا ۝٢٥﴾ [الفتح:25]. قال القرطبي: «لم تعلموهم أي لم تعرفوا أنهم مؤمنون أن تطأوهم بالقتل والإيقاع بهم والتقدير: ولو أن تطأوا رجالاً مؤمنين ونساء مؤمنات لم تعلموهم لأذن الله لكم في دخول مكة، ولسلطكم عليهم، ولكنا صنا من كان فيها يكتم إيمانه. وقوله (فتصيبكم منهم معرّة) المعرة العيب ... إي يقول المشركون: قد قتلوا أهل دينهم ... لو تزيلوا أي تميزوا، ولو زال المؤمنون عن الكفّار لعذب الكفار بالسيف ... وهذه الآية دليل على مراعاة الكافر في حرمة المؤمن.أهـ بتصرف.».

## وصلات خارجية
- حكم التترس موقع منبر التوحيد والجهاد.
- مسألة التترس موقع جماعة حماة الدعوة السلفية في الجزائر.
- التترس بالرجال بقلم صالح الشمراني.
- التترس بالنص بقلم سلمان العودة.
- قضية التترس موقع نوافذ.